# Afonso Pires de Soveral
Afonso Pires (chamou-se Afonso Pires Pinto - vide em fontes «Os Soveral da Beira») (Lamego, Almacave, Medelo, c. 1295 - Lamego, Sé, Balsemão, 28 de Novembro de 1372) foi um prelado português.

## Biografia
Filho de Pedro Martins de Soveral, 3.º Senhor do Morgado de Santa Margarida de Lamego, Cavaleiro Fidalgo, sepultado em túmulo armoriado no Claustro da Sé de Lamego, e de sua primeira mulher Marinha Martins de Alvelos, Ama de Leite de D. Guiomar de Berredo (c. 1295 - 1344-1354), neta do rei D. Afonso III de Portugal, irmã de D. Vasco Martins de Alvelos, 18.º Bispo do Porto, e irmão de João Pires de Soveral, que faleceu novo. Seu pai casou segunda vez com Constança Fernandes Çatorinho, da qual teve uma filha, Margarida Pires de Soveral (c. 1318 - 1348), casada c. 1336 com Martim Gil de Pomares (c. 1308 -), Senhor de Pomares, com geração.
Foi Reitor de Santa Marinha do Zêzere e Cónego das Sé de Lamego e da Sé do Porto.
Como D. Afonso Pires, Cónego do Porto, teve confirmação a 8 de Julho de 1342 pelo Bispo de Lamego do Padroado das Igrejas que se encontravam neste Bispado e que lhe deixara em Testamento D. Guiomar de Berredo. A 13 de Abril de 1342, no seu Couto de Lumiares, D. Guiomar de Berredo, neta do Rei D. Afonso III, como refere, faz seu Testamento, onde nomeia seu Testamenteiro Afonso Peres, seu colaço e Cónego no Porto, e deixa-lhe, em sua vida, todos os Padroados e colheitas e serviços de todas as Igrejas que tinha e era Padroeira.
Foi 20.º Bispo do Porto em 1359.
Fez Testamento a 10 de Agosto de 1361 (documento que se perdeu), onde instituiu o Morgado e Capela de Santa Maria na Igreja de São Pedro de Balsemão, do qual foi o 1.º Senhor, determinando que o vínculo devia ser administrado preferencialmente por Clérigos da família e nomeando Administrador e sucessor seu sobrinho Afonso Martins, Deão da Sé do Porto.
Do Bispo D. Afonso Pires existem dois selos de 10 de Agosto de 1361: um com a sua figura de prelado, e outro, tirado dum anel, com as suas armas, mas infelizmente muito gasto, pelo que não é possível ver as peças, mas que certamente eram as armas dos de Soveral/de Avelar. A matriz sigilar é referida no seu espólio, tendo sido certamente destruída, como era costume. Do seu espólio consta também um peitoral de seda (teliz) com as suas insígnias e dois escudos de madeiras com as suas armas, tudo obviamente desaparecido.
Chamou-se Afonso Pires Pinto conforme consta do treslado da instituição do morgado de Balsemão feito a 10.8.1361 feito na igreja da Régua, que existe, pelo que não foi perdida a informação do original, no qual declara «não como Bispo nem por varão da Igreja do Porto mas como D. Affonso Pires Pinto» e impõe que o morgado andasse com sua «Capela unida sempre no filho mais velho e se chamara Pinto porque assim nesta guiza o havemos por bem e é nossa vontade» («Os Soveral da Beira»)